# Parasphena keniensis
Parasphena keniensis är en insektsart som beskrevs av Sjöstedt 1912. Parasphena keniensis ingår i släktet Parasphena och familjen Pyrgomorphidae.

## Underarter
Arten delas in i följande underarter:
- P. k. keniensis
- P. k. rehni